# Костноглава дървесница
Костноглавите дървесници (Osteocephalus oophagus) са вид земноводни от семейство Дървесници (Hylidae).
Срещат се в северните части на Южна Америка.
Таксонът е описан за пръв път от германския херпетолог Карл-Хайнц Юнгфер през 1995 година.